# Otavice
Otavice je malo naselje u Zagori. 

## Zemljopis
Nalazi se u Petrovom polju, koje je približno 35 km udaljeno od Šibenika, u Šibensko-kninskoj županiji.

## Stanovništvo
Prema popisu iz 2011. godine u naselju živi 183 stalna stanovnika.
| broj stanovnika | 374   | 401   | 389   | 439   | 485   | 477   | 449   | 374   | 472   | 505   | 469   | 420   | 320   | 283   | 190   | 183   | 151   |
|                 | 1857. | 1869. | 1880. | 1890. | 1900. | 1910. | 1921. | 1931. | 1948. | 1953. | 1961. | 1971. | 1981. | 1991. | 2001. | 2011. | 2021. |

## Povijest
U 20. stoljeću svi su se stanovnici preselili u dolinu i izgradili nove kuće.

## Spomenici i znamenitosti
- Bivša antimalarična stanica
- Kuća obitelji Meštrović
- Zgrada osnovne škole »Ivan Meštrović«
- Meštrovićev mauzolej tj. Crkva Presvetog Otkupitelja

Navedena četiri kulturna dobra nalaze se na popisu zaštićenih kulturnih dobara Republike Hrvatske.
Na brdu u Otavicama nalazi se Crkva Presvetog Otkupitelja s grobnicom obitelji Meštrovića, koju je izgradio poznati hrvatski kipar Ivan Meštrović. Neslužbeno se crkva naziva mauzolejom Ivana Meštrovića.

Mauzolej Ivana Meštrovića je tijekom Domovinskog rata bio opljačkan. 
Izgrađen na jednom uzvišenju u polju, po nacrtima Meštrović. Gradnja je trajala od 1926. do 1931, a opremanje je trajalo sve do 1937. godine. U gradnji je rabljen lokalni kamen s planine Svilaje.

Jedno od Meštrovićevih djela Vrelo života nalazi se u obližnjem gradu Drnišu.